# Tov
Tov eller tovværk er ikke noget entydigt begreb; det findes i et utal af variationer og skal vælges ud fra, hvad det skal anvendes til.
Tov fremstillet af metal kaldes wire eller ståltov.
Ekstra kraftigt tov, der anvendes ved fortøjning af store skibe eller ved slæbning af skibe, kaldes for trosse.

## Tovværksmaterialer
Tovværk findes i 2 hovedgrupper, plantefibre og syntetiske fibre. Materialerne giver tovet forskellige egenskaber med hensyn til styrke, bøjelighed, elasticitet, holdbarhed, udseende og vægt.
Plantefibre
- Hamp
- Manilahamp
- Sisal
- Bomuld
- Kokos

Syntetiske
- Nylon
- Perlon
- Polyetylen
- Polypropylen

## Oversigt over de forskellige tovtypers egenskaber
| Materiale    | Farve                   | + egenskaber                       | - egenskaber              | Brudstyrke 10mm reb | Anvendelse |
| Hamp         | Lysebrunt               | ret smidigt ret stærkt             | suger vand                | 760 kg              |            |
| Tjæret hamp  | mørkebrunt              | suger ikke vand                    | mindre styrke             |                     |            |
| Manilla      | lysebrunt               | smidigt suger ikke vand ret stærkt |                           | 635 kg              |            |
| Sisal        | meget lysebrunt         | ret stærkt                         | slides hurtigt suger vand | 635 kg              |            |
| Bomuld       | hvidt                   | meget smidigt meget blødt          | ikke stærkt krymper       |                     |            |
| Kokos        | brunt                   | let (flyder) billigt               | ikke stærkt               | 150 kg              |            |
| Nylon        | hvidt, blåt, grønt o.a. | meget stærkt suger ikke vand       | dyrt glat                 | 1700 kg             |            |
| Perlon       | hvidt, blåt, grønt o.a. | meget stærkt suger ikke vand       | dyrt glat                 |                     |            |
| Polyetylen   | hvidt, blåt, grønt o.a. | suger ikke vand                    | dyrt glat                 | 1030 kg             |            |
| Polypropylen | hvidt, blåt, grønt o.a. | suger ikke vand let                | dyrt glat                 | 1800 kg             |            |